# Ōza 1994
L'Ōza 1994 è stata la quarantaduesima edizione del torneo goistico giapponese Ōza.

## Svolgimento

### Fase preliminare
La fase preliminare serve a determinare chi accede al torneo per la selezione dello sfidante. Consiste in una serie di tornei preliminari iniziali, i cui vincitori si qualificano al torneo per la determinazione dello sfidante.
- W indica vittoria col bianco
- B indica vittoria col nero
- X indica la sconfitta
- +R indica che la partita si è conclusa per abbandono
- +N indica lo scarto dei punti a fine partita
- +F indica la vittoria per forfeit
- +T indica la vittoria per timeout
- +? indica una vittoria con scarto sconosciuto
- V indica una vittoria in cui non si conosce scarto e colore del giocatore

|  | Primo turno       | Primo turno       | Primo turno |  |  | Secondo turno     | Secondo turno     | Secondo turno     |  |               | Semifinali    | Semifinali | Semifinali |  |  | Finale | Finale | Finale |
|  |                   |                   |             |  |  |                   |                   |                   |  |               |               |            |            |  |  |        |        |        |
|  | Cho Chikun        | Cho Chikun        | B+2,5       |  |  |                   |                   |                   |  |               |               |            |            |  |  |        |        |        |
|  | Shoji Hashimoto   | Shoji Hashimoto   |             |  |  | Cho Chikun        | Cho Chikun        | B+1,5             |  |               |               |            |            |  |  |        |        |        |
|  | Satoshi Kataoka   | Satoshi Kataoka   |             |  |  | Masaki Takemiya   | Masaki Takemiya   |                   |  |               |               |            |            |  |  |        |        |        |
|  | Masaki Takemiya   | Masaki Takemiya   | W+R         |  |  |                   |                   |                   |  | Cho Chikun    | Cho Chikun    | B+10,5     |            |  |  |        |        |        |
|  | Hironari Nakano   | Hironari Nakano   |             |  |  |                   | Rin Kaiho         | Rin Kaiho         |  |               |               |            |            |  |  |        |        |        |
|  | Kōichi Kobayashi  | Kōichi Kobayashi  | W+8,5       |  |  | Kōichi Kobayashi  | Kōichi Kobayashi  |                   |  |               |               |            |            |  |  |        |        |        |
|  | Rin Kaiho         | Rin Kaiho         | B+4,5       |  |  | Rin Kaiho         | Rin Kaiho         | W+R               |  |               |               |            |            |  |  |        |        |        |
|  | Hiroshi Yamashiro | Hiroshi Yamashiro |             |  |  |                   |                   |                   |  |               | Cho Chikun    | Cho Chikun | B+R        |  |  |        |        |        |
|  | Satoshi Yuki      | Satoshi Yuki      |             |  |  |                   | Norimoto Yoda     | Norimoto Yoda     |  |               |               |            |            |  |  |        |        |        |
|  | Masaharu Sato     | Masaharu Sato     | W+2,5       |  |  | Masaharu Sato     | Masaharu Sato     |                   |  |               |               |            |            |  |  |        |        |        |
|  | Norimoto Yoda     | Norimoto Yoda     | B+0,5       |  |  | Norimoto Yoda     | Norimoto Yoda     | W+R               |  |               |               |            |            |  |  |        |        |        |
|  | Tadahiko Chino    | Tadahiko Chino    |             |  |  |                   |                   |                   |  | Norimoto Yoda | Norimoto Yoda | B+R        |            |  |  |        |        |        |
|  | Shungo Goto       | Shungo Goto       |             |  |  |                   | Hideyuki Fujisawa | Hideyuki Fujisawa |  |               |               |            |            |  |  |        |        |        |
|  | Hideyuki Fujisawa | Hideyuki Fujisawa | W+R         |  |  | Hideyuki Fujisawa | Hideyuki Fujisawa | B+3,5             |  |               |               |            |            |  |  |        |        |        |
|  | Yoshio Ueki       | Yoshio Ueki       |             |  |  | Kunio Hisajima    | Kunio Hisajima    |                   |  |               |               |            |            |  |  |        |        |        |
|  | Kunio Hisajima    | Kunio Hisajima    | B+15,5      |  |  |                   |                   |                   |  |               |               |            |            |  |  |        |        |        |

### Finale
La finale è una sfida al meglio delle cinque partite.